# Emanuela Fanelli
Pour les articles homonymes, voir Fanelli.
Emanuela Fanelli, née le 6 juillet 1986 à Rome (Latium), est une actrice et comédienne italienne.

## Biographie
Emanuela Fanelli a commencé sa carrière au théâtre dès l'adolescence. Elle fait ses débuts au cinéma en 2015 avec Mauvaise Graine de Claudio Caligari, suivi d'autres films. En 2016, elle est Cinzia, le personnage principal féminin de la série télévisée Dov'è Mario? produite par Wildside pour Sky Uno, aux côtés de Corrado Guzzanti. Elle remporte une série de prix, dont une mention spéciale de la meilleure actrice et du meilleur monologue décerné par Carlo Verdone, Daniele Luchetti et Lina Wertmüller en remportant le concours du festival du film romain Ciak, si Roma! Nove giorni di grandi interpretazioni.
En 2014, elle est récompensée par le 48h Film Project en tant que meilleure actrice pour son rôle dans le court-métrage Un film d'amore. En 2018 et 2020, elle participe avec deux de ses monologues à deux émissions animées par Serena Dandini, respectivement La TV delle ragazze - Gli Stati Generali 1988-2018 avec le monologue Andrà tutto bene et Stati generali avec le monologue Il Cerbiatto. Depuis 2016, elle travaille à la radio aux côtés de Lillo & Greg (it) dans l'émission 610 de Rai Radio 2, dans laquelle elle interprète différents personnages,. En 2019, elle est l'une des protagonistes de l'émission Battute? sur Rai 2 et la vedette du clip vidéo Immigrato, une chanson de Checco Zalone sortie pour promouvoir la sortie en salle de son film Tolo Tolo.
En 2020, elle participe à l'émission Una pezza di Lundini avec Valerio Lundini, diffusée à partir du 7 septembre 2020 sur Rai 2. En 2021, elle participe à la troisième soirée du Festival de Sanremo 2021 en tant qu'invitée pour la soirée de reprise aux côtés de Lo Stato Sociale, Francesco Pannofino et des travailleurs du secteur du divertissement avec la chanson Non è per sempre d'Afterhours. Elle est la marraine de la cérémonie de remise des prix du Festival du film de Turin 2021. Elle est ensuite choisie comme animatrice de 60 sul 2, une émission célébrant le 60e anniversaire de Rai 2.
En 2023, elle remporte le David di Donatello de la meilleure actrice dans un second rôle pour son interprétation dans Siccità de Paolo Virzì.

## Filmographie non exhaustive
- 2015 : Mauvaise Graine (Non essere cattivo) de Claudio Caligari
- 2015 : Gli ultimi saranno ultimi (it) de Massimiliano Bruno
- 2016 : Assolo de Laura Morante
- 2017 : Beata ignoranza (it) de Massimiliano Bruno
- 2017 : La casa di famiglia (it) d'Augusto Fornari (it)
- 2019 : A mano disarmata (it) de Claudio Bonivento (it)
- 2019 : Brave ragazze (it) de Michela Andreozzi (it)
- 2022 : Siccità de Paolo Virzì
- 2023 : Il reste encore demain de Paola Cortellesi
- 2025 : Follemente de Paolo Genovese

## Distinctions
- David di Donatello 2023 : Meilleure actrice dans un second rôle pour Siccità
- David di Donatello 2024 : Meilleure actrice dans un second rôle pour Il reste encore demain